# Перукарня 2: Знов у справі
«Перукарня 2: Знову в справі» — кінофільм режисера Кевіна Родні Саллівана, що вийшов на екрани в 2004.

## Зміст
Келвін, Еді, Тері, Джиммі, Айзек, Ріккі і Дінка все ще працюють в їх улюбленої перукарні. Джина, стиліст з салону краси по сусідству, намагається всіляко втручатися в їх бізнес. Келвін знову бореться за збереження перукарні свого батька. Цього разу проти міської влади, охочих замінити всі невеликі «сімейні» заклади на розкручені сучасні фірми. Але наші герої точно знають, що справжні дружба і любов ніколи не вийдуть з моди.

## Ролі
| Актор                 | Роль |
| --------------------- | ---- |
| Ice Cube              | -    |
| Седрік «Розважальник» | -    |
| Шон Патрік Томас      | -    |
| Ів                    | -    |
| Трой Геріті           | -    |
| Майкл Або             | -    |
| Леонард Ерл Хауз      | -    |
| Гаррі Дж. Леннікс     | -    |
| Роберт Віздом         | -    |
| Жасмин Льюїс          | -    |
| Кеке Палмер           | -    |

## Знімальна група
- Режисер — Кевін Родні Салліван
- Сценарист — Дон Д. Скотт, Марк Браун
- Продюсер — Алекс Гартнер, Роберт Тейтель, Джордж Тіллман-молодший
- Композитор — Річард Гіббс